# Муравня
Мура́вня (пол. Muráwnia; нім. Muráwnia; нім. Murávnia)— село в Україні, у Житомирському районі, Житомирської області. Входить до складу Курненської сільської громади. Населення становить 76 осіб. До 1917 село Муравня належало до Волинської губернії, Новоград-Волинського повіту, Рогачівської / Гульської волості; у радянський період — Житомирська область та Київська область, Новоград-Волинський (Звягельський) район.

## Географія
Селом протікає річка Моравна.

## Історія
Муравня, є також інші назви села — Муравне, Муровня (пол. Murownia), Мурава (пол. Murawa), Муравня Голендри (пол. Murawnia Holendry), Мурові Голендри (пол. Murowi Holendry), виникло як німецька колонія у XIX столітті за 30 км до південний схід від міста Звягель (нині — Новограда-Волинського) Засновники — німці з колоній Анета та Юзефін. Мешкали німці-лютерани, 1868 рік — 227 мешканців.
Лютеранський прихід — Новоград-Волинська адьюнктура (філія), Житомирська парафія. Евангелістично-Лютеранська кірха, місто Новоград-Волинський Новоград-Волинського повіту.
Католицький деканат у XIX—на початку XX століття — Новоград-Волинський (Костьол Воздвиження Святого Хреста).
Найближча Православна церква Вознесіння Господнього у селі Черниця Рогачівської волості Новоград-Волинського повіту Волинської губернії
У 1902 році село Рогачівської волості Новоград-Волинського повіту Волинської губернії. Відстань від повітового міста 24 верст. Дворів 29, мешканців 208. В селі була школа.
У 1906 році село Рогачівської волості Новоград-Волинського повіту Волинської губернії. Відстань від волості 16. Дворів 27, мешканців 170.
У 1910 проживали 274 мешканця, переважно німці, яких у 1913 році було виселено вглиб Російської імперії — до Надволжя. Звільнені від німців обійстя заселялися поляками та українцями із навколишніх сіл.
У 1923 році колонія Муравня (Мурові Голендри) належало до Слободо-Чернецької сільської ради Рогачівської волості Новоград-Волинського району № 3 Житомирської округи Волинської губернії разом із селами Чернецька Слобода та Дзекунка (Гута Дзекунка). Колонія налічувала 70 дворів з 361 мешканцем..
Радянські окупанти намагалася створити прообраз соціалістичної Польщі в прикордонних районах України. Ним мав стати польський національний район ім. Мархлевського. З 1925 року в районах, де переважало польське населення, за постановою РНК УРСР від 29 серпня 1924 року почали виділятися польські національні сільські ради. На кінець 1929 року в Мархлевському районі була 31 польська сільрада. Серед них була і Слободо-Чернецька сільрада — село Слобода Чернецька та хутір Мурові Голендри (Муравня), разом з населенням 1312 чол.
Під час Голодомору 1932−1933 рр. село Муравня входило до складу Слободо-Чернецької сільради Мархлевського району Київської області.
Але радянські керівники вважали, що польське населення у своєму національному районі не виправдало їх довіри, не підтримало колгоспного ладу.
І з 1935 року, коли як і по всій Україні, починається хвиля депортації польського населення з його національного району. З Мархлевського району у 1935—1937 роках до східних районів Україні за її межі було переселено близько 10 тисяч польського населення. А у 1935 році польський національний район ім. Мархлевського на Україні було ліквідовано.
Натомість на місце вибулих радянською владою переселялися колгоспники-ударники з Київської і Чернігівської областей.
З 1923 по 1966 рік спочатку колонія, а пізніше — село Муравня підпорядковувалося Слободо-Чернецькій сільській раді, перейменованій з 05 серпня 1960 в Лебедівську сільську раду.
З 08 грудня 1966 село Муравня було передано в підпорядкування Тетірській сільські раді Червоноармійського району Житомирської області.

## Сучасність
До 2017 року село Муравня підпорядковувалося Тетірській сільській раді разом із селами Тетірка та Ходорівка.
2017 року відповідно до Закону України «Про добровільне об'єднання територіальних громад» у Житомирській області у Пулинському районі Великолугівська, Курненська, Старомайдаська, Стрибізька та Тетірська сільські ради рішеннями від 31 липня і 1 серпня 2017 року об'єдналися у Курненську сільську територіальну громаду з адміністративним центром у селі Курне включивши до її складу села Березова Гать, Білка, Великий Луг, Грузливець, Калиновий Гай, Молодіжне, Муравня, Новини, Підлісне, Слобідка, Старий Майдан, Стрибіж, Тетірка, Ходорівка, Цвітянка, Червоносілка та селище Курне.

## Населення

### Мова
Розподіл населення за рідною мовою за даними перепису 2001 року:
| Мова       | Кількість | Відсоток |
| ---------- | --------- | -------- |
| українська | 74        | 97.37%   |
| російська  | 2         | 2.63%    |
| Усього     | 76        | 100%     |